# Alibi
Il termine alibi, in diritto, viene utilizzato per riferirsi a una prova logica in base alla quale si intende dimostrare che un sospettato di un reato non poteva trovarsi nel luogo in cui esso è avvenuto.
Per estensione alibi è diventato sinonimo di attenuante, giustificazione.

## Utilizzo giornalistico, letterario e cinematografico
I film polizieschi e la cronaca nera fanno ampio uso di questo termine, poiché l'alibi è l'"altro luogo" in cui si trovava un individuo nel momento in cui avviene il delitto di cui è sospettato.